# 淡绿双盖蕨
淡绿双盖蕨（学名：Diplazium virescens）也称淡绿短肠蕨，为蹄盖蕨科双盖蕨属下的一个植物变种。